# Carlos Aranda
Carlos Reina Aranda (Malaga, 27 luglio 1980) è un ex calciatore spagnolo, di ruolo attaccante.